# 曹诱
曹诱（?—?），字公善，北宋真定府灵寿人，曹佾次子，曹评之弟。
曹诱以荫官入仕。为左藏库副使。宋神宗熙宁年间，因为父亲得病告入谢，宋神宗面授他为閤门通事舍人。宋哲宗元祐年间，以东上閤门使为真定府、定州路兵马钤辖，转任文州刺史。出使契丹，不辱朝命。还京，为枢密副都承旨。宋徽宗时，进为枢密都承旨，历任庆州团练使、恩州防御使、晋州观察使，保庆军留后。大观年间，进升为安德军节度使、醴泉观使。性情谨慎，熟习典故。去世时六十五岁，赠开府仪同三司，谥忠定。